# Distretto di Banke
Il distretto di Banke è un distretto del Nepal, in seguito alla riforma costituzionale del 2015 fa parte della provincia di Lumbini. 
Il capoluogo è Nepalgunj.
Geograficamente il distretto appartiene alla zona pianeggiante del Terai meridionale al confine con lo Stato indiano dell'Uttar Pradesh.

## Municipalità
Il distretto è costituito da otto municipalità, una sub-metropolitana, una urbana e sei rurali.
- Nepalgunj
- Kohalpur
- Rapti-Sonari
- Narainapur
- Duduwa
- Janaki
- Khajura
- Baijanath